# Tamotsu Yabiku
Tamotsu Yabiku (jap. 屋比久保 Yabiku Tamotsu) - japoński zapaśnik w stylu klasycznym. Dziewiąty w mistrzostwach świata w 1989. Brązowy medal na mistrzostwach Azji w 1989. Czwarty w Pucharze Świata w 1987; piąty w 1985, 1986 i 1989 roku.